# Teocalli

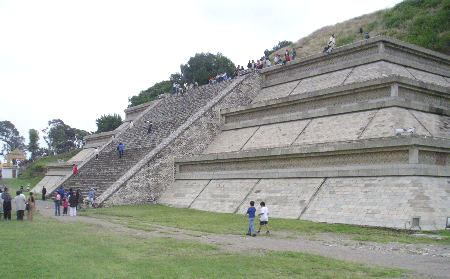
Teocalli, Cholula

Teocalli (nah. „Bóg-dom”) – mezoamerykańska piramida z umieszczoną na szczycie świątynią. Piramida tego typu zwieńczona jest tarasem; punktem centralnym był wizerunek bóstwa wraz z ołtarzem ofiarnym. Świątynia wieńcząca teocalli była miejscem celebracji wybranych najważniejszych rytuałów religijnych prekolumbijskiego Meksyku.
Najsłynniejsza, nieistniejąca już aztecka świątynia Huey Teocalli („Wielka Świątynia”, hiszp. Templo Mayor) położona była w pobliżu głównego placu współczesnego miasta Meksyk – Zócalo.

## W kulturze
W 1848 roku Emanuel Leutze namalował obraz „Szturm na Teocalli Corteza i jego wojska”.
Jeden z najbardziej znanych utworów kubańskiego poety José María Heredia nosi tytuł En el teocalli de Cholula.
Pojęcie teocalli jest używane również w kontekście współczesnym przez Meksykanów mieszkających w Stanach Zjednoczonych i zrzeszonych w Rodzimym Kościele Ameryki jako synonim jego nazwy.